# ناحیه استروشن
ناحیه استروشن (به تاجیکی: Ноҳияи Истаравшан) یکی از ناحیه‌های اداری ولایت سغد در تاجیکستان است و در شمال جمهوری تاجیکستان جای دارد. مرکز این ناحیه، جماعت استروشن است.

## تقسیمات
| جماعت‌های ناحیهٔ استروشن |       |
| جماعت                  | جمعیت |
| نیانی                  | ۷۷۴۷  |
| فرونزه                 | ۱۱۰۵۸ |
| کمونیزم                | ۲۲۱۹۰ |
| گل سرخ                 | ۲۸۷۹۹ |
| پاشکند                 | ۱۳۲۹۲ |
| پراودا (جماعت)         | ۱۱۶۵۲ |
| جوکندک                 | ۷۵۳۵  |
| لنین‌آباد               | ۱۱۴۶۸ |
| قلعه بلند              | ۶۷۵۹  |
| نافرای                 | ۷۳۴۳  |